# Наполеон (торт)
Наполео́н — многослойный торт из слоёного теста с масляным (или заварным) кремом.

## Названия
Во Франции и в Италии аналогичный торт называется мильфей. В США — Napoleon, в Великобритании — Vanilla slice или Cream slice. В Венгрии — Királyi francia krémes («французский королевский кремовый»).

## История
Рецепты тортов и пирожных из слоёного теста с названием мильфей, впервые появляются в Западной Европе в 1733 году и регулярно после этого, однако во всех этих рецептах тесто прослаивается вареньем, а не заварным кремом, вплоть до рецепта 1876 года, опубликованного Урбеном Дюбуа.
Название «тысяча листов» характерно для Франции и Италии. В России и других странах бывшего СССР, а также скандинавских странах используется название «Наполеон», происхождение которого неясно. Одна из версий — искажение французского слова napolitain («неаполитанский»).
Существуют и другие версии. Согласно одной из них, в 1912 году, когда на территории Российской империи шла подготовка к празднованию к грандиозным торжествам в честь столетия победы над Наполеоном Бонапартом, именитым поварам удалось придумать новое пирожное, необычное, нежное и тающее во рту. Готовился «Наполеон» достаточно просто — несколько небольших коржей треугольной формы из слоёного теста обильно прослаивались заварным кремом на молоке и масле и затем настаивались в течение суток в холодном помещении.
Венгерская версия «Наполеона» примечательна тем, что при подаче на стол торт обязательно разрезается на кубики относительно большого размера. Связано это с происхождением Кремеша — знаменитый французский кондитер, изобретатель пирожного «Миньон» Жак Миньон обнаружил, что склонность к небольшим по размеру десертам питают только светские дамы, прочая публика предпочитает крупные порции.

## Технология приготовления
Из скороспелого слоёного теста

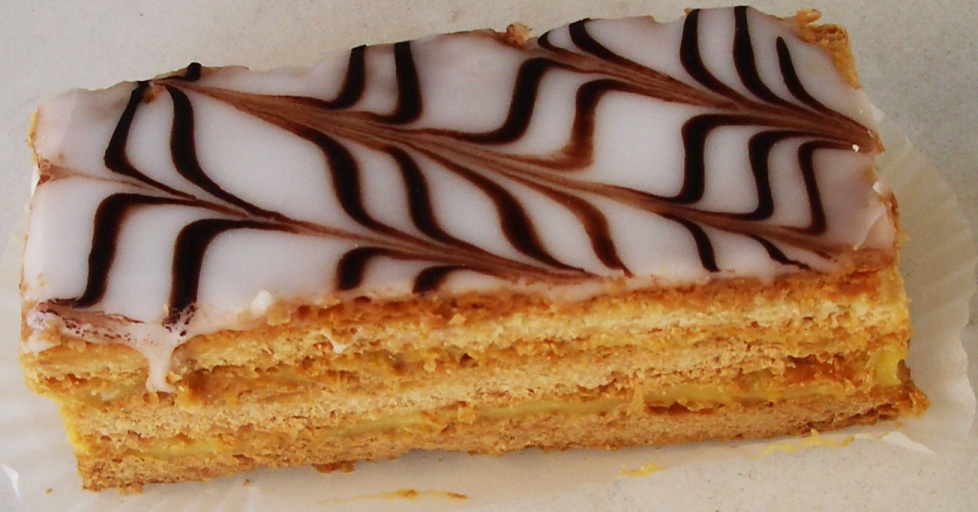
Пирожное «Наполеон», глазированное помадкой (по-латвийски)

Из муки, сливочного масла, соли и воды замешивают тесто. Формируют кирпичик, кладут его на присыпанный мукой стол, посыпают мукой и раскатывают в прямоугольный пласт толщиной 1 см. Складывают вчетверо и снова раскатывают, ещё раз складывают и раскатывают толщиной 4—5 мм. Пласт перемещают на противень, накалывают в нескольких местах вилкой или ножом и выпекают 25—30 минут при 210—220°C.
Корж намазывают масляным (или заварным) кремом, накрывают вторым коржом и намазывают тонким слоем крема. Поверхность отделывают крошками из обрезков коржей и присыпают сахарной пудрой. Оставляют пропитаться минимум на 1—2 часа.

## Галерея

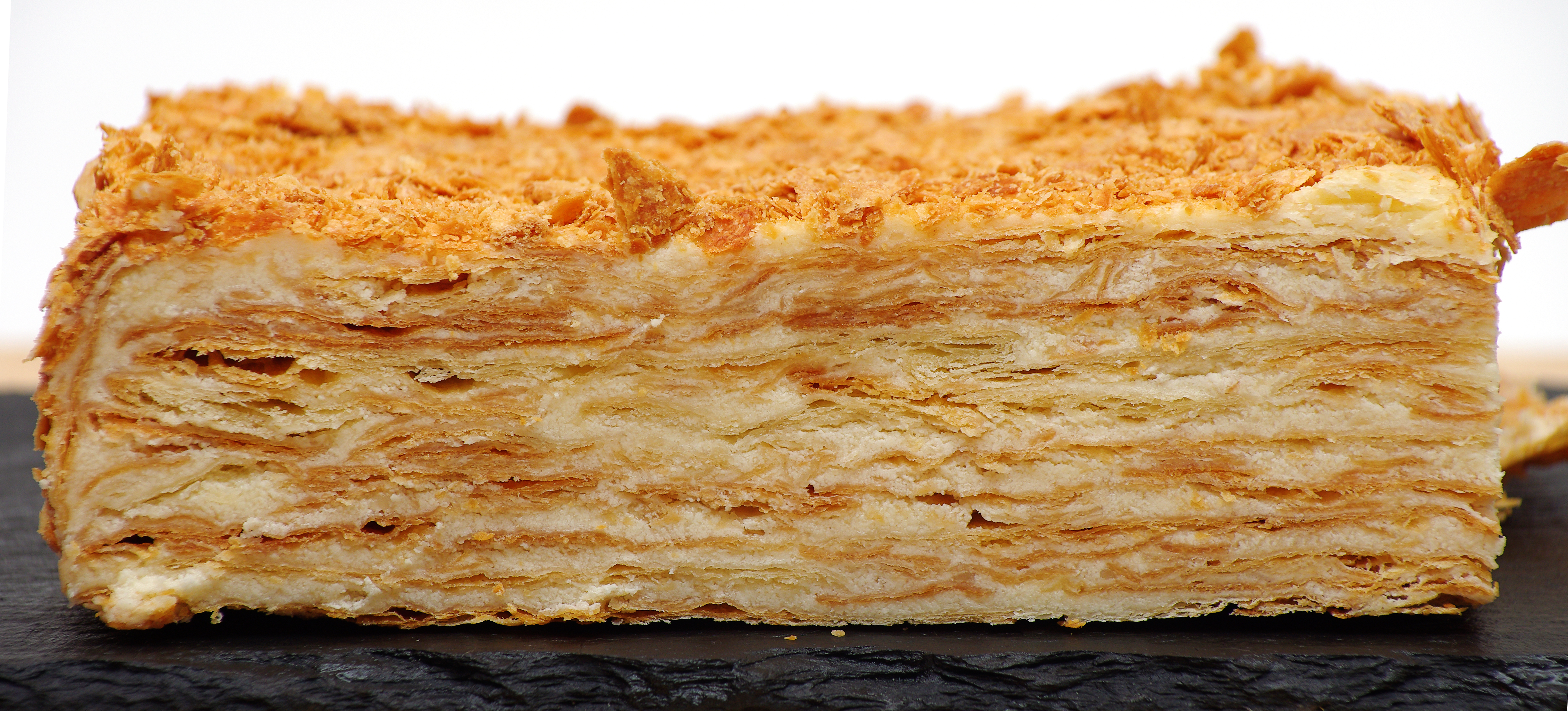
Коржи торта «Наполеон»
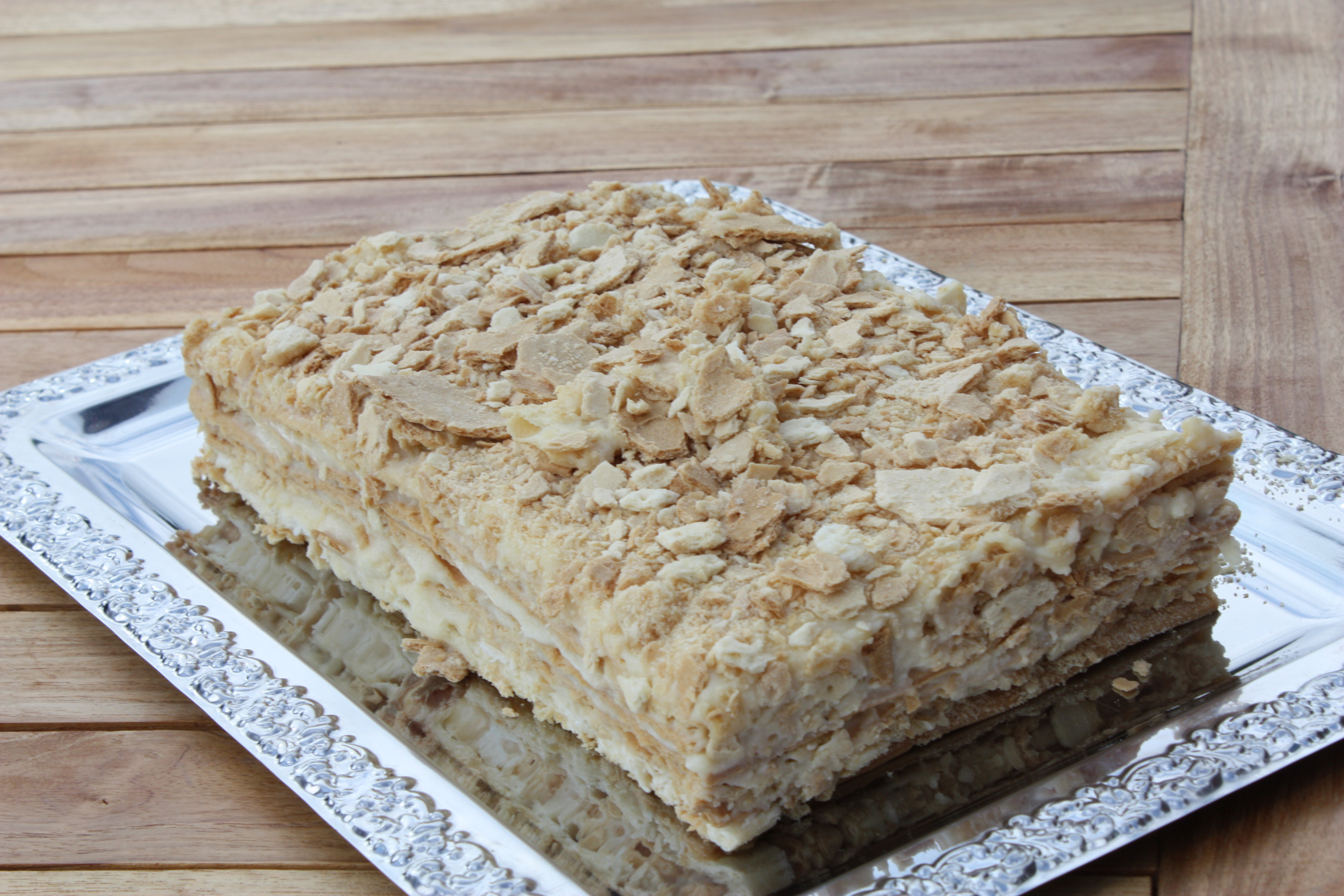
Вид торта «Наполеон»